# Asota caledonica
Asota caledonica là một loài bướm đêm thuộc họ Erebidae. Loài này có ở Nouvelle-Calédonie.